# Puig Pedrós (Rabós)
El Puig Pedrós és una muntanya de 107 metres que es troba al municipi de Rabós, a la comarca catalana de l'Alt Empordà.